# Легіон Міцкевича
Легіон Міцкевича (пол. Legion Polski, Zastęp Polski) — військове формування створене Адамом Міцкевичем 29 березня 1848 р. в м. Римі.
Адам Міцкевич і декілька його однодумців вірили, що визволення Польщі під час «весни народів» почнеться в Римі. Заручившися моральною підтримкою папи Пія ІХ він почав збір добровольців. Проте його гасла не отримали широкої підтримки серед поляків, що жили в Італії. 1 травня А.Міцкевич, з невеликою групою, відправився до Мілана, де він об'єднався з військовим загоном польських емігрантів під командою Миколая Камінського. У складі 120 бійців легіон вступив в бої по визволенню Італії (Ломбардія, Генуя, Римська республіка). У 1849 р. командиром легіону був полковник Олександр Фіялковський, який за особисту мужність та відвагу особового складу легіону неодноразово відзначався в наказах генерала Гарібальді. Спроба допомоги угорській революції зазнала фіаско. У тому ж році легіон був повністю розбитий. За час існування легіону через його ряди пройшло близько 500 чоловік.